# Ohleria brasiliensis
Ohleria brasiliensis är en svampart som beskrevs av Karl Starbäck 1899. Ohleria brasiliensis ingår i släktet Ohleria och familjen Melanommataceae.   Inga underarter finns listade i Catalogue of Life.